# Abdulai Silá
Abdulai Silá, també Silla, Sila (Catió, 1 d'abril de 1958) és un enginyer, economista i investigador social de Guinea Bissau, autor de la primera novel·la publicada a Guinea Bissau (Eterna Paixão, 1994).

## Biografia
Va assistir a l'escola primària de Catío i el 1970 es va traslladar a Bissau per assistir a l'escola secundària. De 1979 a 1985 va estudiar a la Universitat Tècnica de Dresden on es va graduar en enginyeria elèctrica. A partir de 1986 va estudiar xarxes d'ordinadors, xarxes de Cisco, la gestió de LAN, i la seguretat a Internet als Estats Units i altres països.
Silá s'ha llaurat una carrera d'enginyer i d'escriptor. És codirector de SITEC (Silá Technologies), una empresa d'informàtica que havia creat el 1987 i administrat conjuntament amb el seu germà. També és el cofundador i president d'Eguitel Communications, l'únic proveïdor ISP privat de Guinea Bissau. Sota el lideratge de Silá Eguitel ha tingut un paper important en el desenvolupament i la difusió de la informació i les comunicacions a Guinea Bissau, duent a terme diverses iniciatives per fer que aquestes tecnologies accessibles i assequibles arreu del país.
Sila és també un escriptor. A més de ser autor d'articles tècnics sobre tecnologia apropiada, qüestions energètiques i de comunicació, Silá ha escrit tres novel·les; Eterna Paixão ("Eterna Passió") (1994), A Última Tragédia (1995) i Mistida (1997). Caracteritzada com a "mite postcolonial, paràbola, i faula", Eterna Paixão va ser la primera novel·la escrita i publicada a Guinea Bissau. En la novel·la ofereix una crítica del règim polític del país des de la seva independència de Portugal. Fou aclamada la seva capacitat per il·lustrar imatges, situacions i personatges i representar la situació política al país a Mistida. També va escriure el drama As Orações de Mansat (2007) inspirat pel Macbeth de William Shakespeare. Com el compositor i poeta José Carlos Schwarz i el novel·lista Filinto de Barros, Silá s'autoidentifica com la veu dels desfavorits. Les seves obres han estat publicades per Kusimon Editora.

## Obres
- Eterna Paixão (1994)
- A Última Tragédia (1995)
- Mistida (1997)
- As Orações de Mansat (2007)
- Aproveitamento da energia solar na Guiné-Bissau: perspectivas e problemas, a Soronda, Revista d'Estudos Guineenses, 1, INEP, Bissau, Janeiro 1986
- Potencialidades e necessidades energéticas da Guiné-Bissau, a A Guiné-Bissau a caminho do ano 2000, INEP, Bissau, Janeiro 1987
- Estratégias de Desenvolvimento e Alternativas Tecnológicas: um Estudo de Caso da Guiné-Bissau, a Soronda, Revista d'Estudos Guineenses, 13, INEP, Bissau, Janeiro 1992
- A Penúltima Vaga, Perspectivas do Desenvolvimento das Telecomunicações na Guiné-Bissau, Bissau, 1998
- O Reencontro (conte), a Tcholona, Revista de Letras, Artes e Cultura, 1, GREC, Bissau, Abril 1994[12]